# استمفورد (تگزاس)
استمفورد، تگزاس (به انگلیسی: Stamford, Texas) یک شهر در ایالات متحده آمریکا با جمعیت ۳٬۱۲۴ نفر است که در تگزاس واقع شده‌است.

## موقعیت جغرافیایی
موقعیت جغرافیایی شهرها و مناطق اطراف به شرح زیر است: